# Caleta Blanco Airport
Caleta Blanco Airport är en flygplats i Chile.   Den ligger i provinsen Provincia de Aisén och regionen Región de Aisén, i den södra delen av landet, 1 300 km söder om huvudstaden Santiago de Chile. Caleta Blanco Airport ligger 15 meter över havet. Den ligger på ön Isla Las Huichas.
Terrängen runt Caleta Blanco Airport är varierad. Trakten är glest befolkad. 